# Bremor
Bremor (ООО совместное предприятие «Санта Бремор») — совместное белорусско-германское предприятие, один из крупнейших производителей продуктов питания в Европе. Компания объединяет более двадцати торговых марок. Бренды «Санта Бремор», «Матиас», «Бабушка Аня», «ЮККИ», «ТОП», «Soletto» — одни из самых узнаваемых в Беларуси.
В конце 2021 года производитель провел ребрендинг. У компании появилось новое название и единый бренд — Bremor. Прежний — «Санта Бремор» — стал продуктовым брендом и остался на упаковках продуктов.

## История предприятия
Предприятие «Санта Импэкс Брест» было зарегистрировано в 1993 году. Компанию основал бывший глава конструкторского бюро Брестского электромеханического завода Михаил Мошенский. Основные направления деятельности компании: экспорт/импорт рыбы и морепродуктов на территории Беларуси, оптовая и розничная торговля, транспортные услуги и ресторанный бизнес. В 1998 году появилась дочерняя компания «Санта Бремор», которая занимается производством пресервов, мороженого, салатов, пельменей. В 2000 году, после смерти Михаила Мошенского, компанию возглавил его сын Александр Мошенский. В 2004 году был открыт новый комплекс, возможности которого помогли расширить производство, дополнив его выпуском сурими, морепродуктов, деликатесной группы (лосось), икорной группы. С сентября 2006 года в группу компаний вошел гигант белорусской молочной отрасли «Савушкин продукт».
В группу компаний «Санта» также входит компания «Русское море», занимающаяся производством и дистрибуцией рыбной продукции в России, — за 52 млн долларов в 2013 году Bremor купил в Ногинске завод по производству пресервов из охлажденных норвежских форели и семги, а также икры лососевых рыб. В октябре 2015 года компания подписала соглашение о сотрудничестве с Норвежским комитетом по рыбе. В Беларуси, России, Молдове и Украине к 2015 году было открыто 15 логистических комплексов компании.
В октябре 2018 года «Савушкин продукт» купил 386,6 тыс. акций (62,68 % уставного фонда) ОАО «Березовский сыродельный комбинат» за более чем 41 млн долларов. "У нас есть поручение президента увеличивать перерабатывающие мощности и сырьевые зоны «Савушкина продукта», — заявил Александр Мошенский.
В январе 2018 года в СМИ появилась информация, что в планах розничного подразделения «Санта Ритейл», входящего в группу компаний «Санта», за 2018 год было увеличить количество торговых объектов на 40 %, примерно до 100 магазинов. На январь 2018 года ритейлеру принадлежало 60 магазинов, на август 2018 года сеть насчитывала около 90 торговых объектов. В августе 2018 года компания купила сеть универсамов «Рублёвский», основанной в 2003 году — на момент покупки в неё входило 73 магазина, из них 53 в Минске. В планах компании на 2019 год увеличить сеть на 30-35 магазинов.
В мае 2022 года после введения санкций против России и  Беларуси «Санта Бремор» приостановила поставки рыбы в Россию, поскольку Норвегия прекратила поставки норвежского и фарерского лосося.

## География продаж и торговые марки
В 2018 году продукция компании Bremor реализовывалась в 29 странах мира, в том числе: в странах Прибалтики, Германии, Австралии, Израиле, Иордании, Канаде, Нидерландах, ОАЭ и США. По состоянию на май 2022 года география поставок насчитывала уже 42 страны. Ключевой рынок  — Республика Беларусь. В целом, компания выпускает свыше 1000 наименований продукции.
Бренды компании представлены следующими торговыми марками: «Матиас», «Икра № 1», «Икрима», «Морячок», «Санта Бремор», «Бремор», «Юкки», «Бабушка Аня», «Эконом Маркет», «Санта», «ТОП», «Soletto», «Шхуна».

## Награды
- Диплом победителя профессионального конкурса «Бренд года 2009» (2009) в потребительской номинации «Рыба и морепродукты» — «Матиас»[17]. В 2012 году в рейтинге «БелБренд 2012 — топ-100 белорусских брендов» бренд «Санта Бремор» был оценён в 75,3 млн долларов, возглавив рейтинг второй год подряд. В 2011 году бренд был оценен в 72,5 млн долларов, в 2010 г. — в 57,5 млн, заняв второе место[18].